# Washington Wizards 2015-2016
La stagione 2015-16 dei Washington Wizards fu la 55ª nella NBA per la franchigia.
I Washington Wizards arrivarono quarti nella Southeast Division della Eastern Conference con un record di 41-41, non qualificandosi per i play-off.

## Roster
| N° | Naz.                   | Ruolo | Sportivo        | Anno | Alt. | Peso |
| -- | ---------------------- | ----- | --------------- | ---- | ---- | ---- |
| 1  | Stati Uniti (bandiera) | A     | Jared Dudley    | 1985 | 201  | 102  |
| 2  | Stati Uniti (bandiera) | G     | John Wall       | 1990 | 193  | 89   |
| 3  | Stati Uniti (bandiera) | G     | Bradley Beal    | 1993 | 191  | 94   |
| 5  | Stati Uniti (bandiera) | A     | Markieff Morris | 1989 | 208  | 111  |
| 6  | Stati Uniti (bandiera) | G     | Alan Anderson   | 1982 | 198  | 100  |
| 7  | Stati Uniti (bandiera) | G     | Ramon Sessions  | 1986 | 191  | 86   |
| 8  | Stati Uniti (bandiera) | A     | Jarell Eddie    | 1991 | 201  | 99   |
| 12 | Stati Uniti (bandiera) | A     | Kelly Oubre     | 1995 | 201  | 93   |
| 13 | Polonia (bandiera)     | C     | Marcin Gortat   | 1984 | 211  | 109  |
| 14 | Stati Uniti (bandiera) | G     | Gary Neal       | 1984 | 193  | 95   |
| 15 | Stati Uniti (bandiera) | AC    | Ryan Hollins    | 1984 | 213  | 109  |
| 15 | Stati Uniti (bandiera) | G     | Marcus Thornton | 1987 | 193  | 93   |
| 17 | Stati Uniti (bandiera) | G     | Garrett Temple  | 1986 | 198  | 86   |
| 21 | Stati Uniti (bandiera) | C     | J.J. Hickson    | 1988 | 206  | 110  |
| 22 | Stati Uniti (bandiera) | A     | Otto Porter     | 1993 | 206  | 90   |
| 42 | Brasile (bandiera)     | AC    | Nenê Hilário    | 1982 | 211  | 118  |
| 43 | Stati Uniti (bandiera) | AC    | Kris Humphries  | 1985 | 206  | 107  |
| 45 | Stati Uniti (bandiera) | C     | DeJuan Blair    | 1989 | 201  | 122  |
| 90 | Stati Uniti (bandiera) | C     | Drew Gooden     | 1981 | 208  | 104  |

## Staff tecnico
- Allenatore: Randy Wittman
- Vice-allenatori: Don Newman, Don Zierden, Roy Rogers, Pat Sullivan, Howard Eisley
- Vice-allenatore per lo sviluppo dei giocatori: David Adkins
- Preparatore atletico: Eric Waters